# Al-Sinaa
Al-Sinaa is een Iraakse club uit Bagdad, Irak. De club is opgericht in 1974. Het woord Sinaa betekent in het Arabisch industrie.

## Erelijst
- Irak FA Cup

(1): 1984